# Catharus fuscater
El zorzalito sombrío (Catharus fuscater) es una especie de ave en la familia Turdidae. 

## Descripción
Mide 17 cm de largo, su dorso y cabeza son gris oscuro, su garganta y vientre son grises. Sus patas, pico y anillo ocular son naranja brillante. Su iris es de color claro, lo que lo distingue de otros zorzalitos similares.

## Distribución y hábitat
Se lo encuentra en Bolivia, Colombia, Costa Rica, Ecuador, Panamá, Perú, y Venezuela.
Si bien posee una distribución muy amplia es tímido y difícil de avistar. Habita en zonas de arbustos densos y sotobosque de bosques montanos húmedos subtropicales o tropicales.